# Bürgermeisterei Farschweiler
Die Bürgermeisterei Farschweiler im Landkreis Trier im Regierungsbezirk Trier in der preußischen Rheinprovinz war eine Bürgermeisterei mit 5 Dörfern, 6 Waldhüttensiedlungen, 8 Mühlen, 273 Feuerstellen und 1732 Einwohnern (Stand: 1828).
Dazu gehörten die Orte Farschweiler, Thomm, Osburg (mit den Waldhütten Alt- und Neuweiher, Neuwies, Ederes, Misselbach und Pfeifferskrach), Lorscheid und Herl.
1912/1913 gehörten zur Bürgermeisterei Farschweiler:
- Farschweiler mit Klostermühle und Spechtmühle
- Herl mit Herlermühle und Thommermühle
- Lorscheid mit Lorscheidermühle und Scholersmühle sowie Wellscheid
- Osburg mit Haus Misselbach, Neuhaus, Osburgermühle, Forsthaus Reinsfeld und Forsthaus Sternfeld
- Thomm mit Althinkelhaus und Neuhinkelhaus

Ende der 1920er Jahre entstanden aus den Bürgermeistereien die Ämter.
Im Jahre 1931 hatte das Amt Farschweiler mit Sitz in Bescheid 2891 Einwohner und eine Fläche von 51,09 Quadratkilometern.
Der Bürgermeister hieß Johanny, die Amtsvertretung hatte zwölf Sitze.
Es bestand eine Personalunion mit den Ämtern Beuren und Heidenburg.
1934 wurde aus dem Amt Farschweiler mit Teilen des Amtes Irsch-Schöndorf und dem Amt Ruwer das Amt Waldrach in Ruwer gebildet.